# Ау (Цюрих)
Ау (нем. Au) — населённый пункт в Швейцарии, в кантоне Цюрих. Находится на одноименном полуострове.
Входит в состав округа Хорген. Находится в составе коммуны Веденсвиль. Население составляет 4840 человек (на 2000 год).